# Cina ai XIV Giochi olimpici invernali
La Cina partecipò ai XIV Giochi olimpici invernali, svoltisi a Sarajevo, Jugoslavia, dall'8 al 19 febbraio 1984, con una delegazione di 37 atleti impegnati in cinque discipline.